# Another Time, Another Place (album, Bryan Ferry)
Another Time, Another Place je druhé sólové studiové album anglického zpěváka Bryana Ferryho. Vydáno bylo v červenci roku 1974 společností Island Records a spolu s Ferrym jej produkoval John Punter. V britské hitparádě se deska umístila na čtvrté příčce. Stejně jako album These Foolish Things, které Ferry vydal předchozího roku, obsahuje i tato deska coververze. Jedinou výjimkou je píseň „Another Time, Another Place“, která je Ferryovým dílem.

## Seznam skladeb
| Pořadí | Název                             | Autor                             | Délka |
| ------ | --------------------------------- | --------------------------------- | ----- |
| 1.     | The 'In' Crowd                    | Billy Page                        | 4:36  |
| 2.     | Smoke Gets in Your Eyes           | Jerome Kern, Otto Harbach         | 2:53  |
| 3.     | Walk a Mile in My Shoes           | Joe South                         | 4:44  |
| 4.     | Funny How Time Slips Away         | Willie Nelson                     | 3:31  |
| 5.     | You Are My Sunshine               | Jimmie Davis, Charles Mitchell    | 6:47  |
| 6.     | (What a) Wonderful World          | Sam Cooke, Herb Alpert, Lou Adler | 2:55  |
| 7.     | It Ain't Me Babe                  | Bob Dylan                         | 3:57  |
| 8.     | Fingerpoppin'                     | Ike Turner                        | 3:34  |
| 9.     | Help Me Make It Through the Night | Kris Kristofferson                | 4:15  |
| 10.    | Another Time, Another Place       | Bryan Ferry                       | 4:46  |

## Obsazení
- Bryan Ferry – zpěv, harmonika, varhany
- Henry Lowther – trubka
- Chris Mercer – tenorsaxofon
- David O'List – kytara
- Ruan O'Lochlainn – altsaxofon
- John Porter – kytara
- Chris Pyne – pozoun
- John Wetton – baskytara, housle
- Paul Thompson – bicí
- Vicki Brown – doprovodné vokály
- Helen Chappelle – doprovodné vokály
- Barry St. John – doprovodné vokály
- Liza Strike – doprovodné vokály

Ostatní hudebníci, u kterých na obalu nejsou uvedeny konkrétní nástroje
- Tony Carr
- Tony Charles
- Don Cirilo
- Paul Cosh
- Jeff Daly
- Martin Drover
- Bob Efford
- Malcolm Griffiths
- Jimmy Hastings
- Morris Pert
- John Punter
- Alf Reece
- Peter Robinson
- Ronnie Ross
- Bruce Rowland
- Steve Saunders
- Alan Skidmore
- Winston Stone
- Mark Warner